# Malajsko-polynéské jazyky
Malajsko-polynéské jazyky jsou jednou z hlavních větví austronéské jazykové rodiny a jednou z nerozšířenějších jazykových skupin světa vůbec. Zahrnují většinu jazyků ostrovů jihovýchodní Asie, Madagaskaru, Nového Zélandu a Oceánie. Pravlast těchto jazyků je na Tchaj-wanu, odkud se rozšířily během jedné z největších námořních migračních vln, která započala pravděpodobně 3. tisíciletí př. n. l. a završila se až v 8. století, kdy Maorové dorazili na Nový Zéland. Jazyky malajsko-polynéské větve mluví více než 350 miliónů mluvčích. Například indonéština je úředním jazykem v Indonésii a jako dorozumívací jazyk ji používá až 200 milionů mluvčích, javánštinu používá jako rodný jazyk kolem 80 milionů mluvčích.

## Dělení

### Podle Austronesian Basic Vocabulary Database (2008)
Podle Austronesian Basic Vocabulary Database se malajsko-polynéské jazyky dělí na:
- Sulu-filipínské jazyky
  - Filipínské jazyky (například filipínština)
  - Sama-bajawské jazyky
- Indo-melanéské jazykyPravděpodobný postup šíření austronéských jazyků

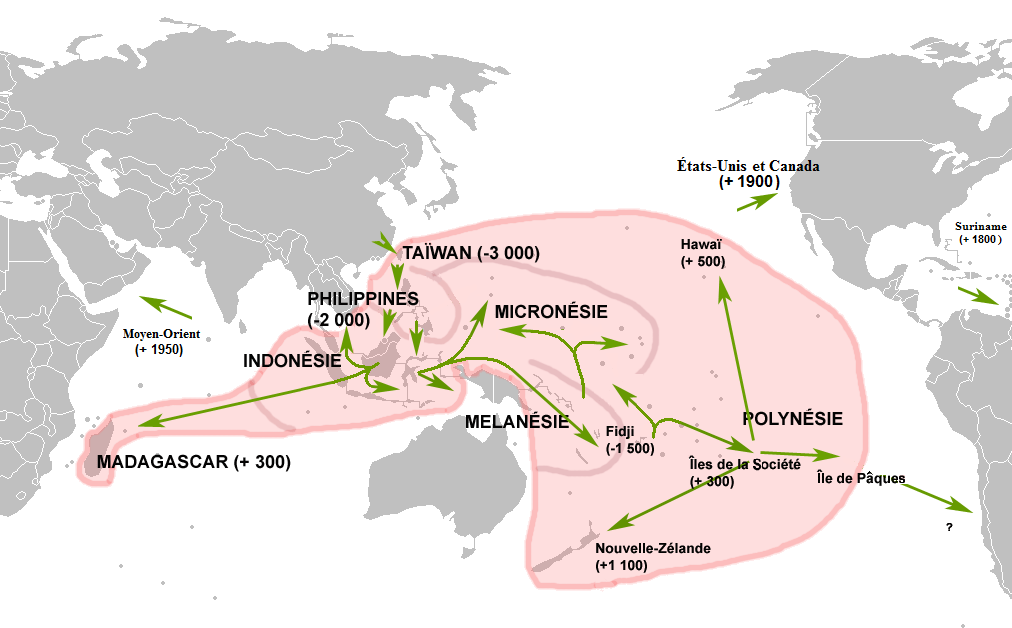
Pravděpodobný postup šíření austronéských jazyků

  - Bornejské jazyky (například malgaština)
  - Užší malajsko-polynéské jazyky
    - Mbaloh
    - Malajsko-sumbavské jazyky (například indonéština, javánština)
    - Sulavsko-polynéské jazyky
      - Širší jihosulavské jazyky
      - Sangrické jazyky
      - Celebsko-polynéské jazyky
        - Celebské jazyky
        - Širší středovýchoní malajsko-polynéské jazyky
          - Palauština
          - Nias
          - Chamorro
          - Užší středovýchodní malajsko-polynéské jazyky (například maorština)
          - kokota